# Magaly Carvajal
Pour les articles homonymes, voir Carvajal.
Magaly Carvajal est une ancienne joueuse de volley-ball hispano-cubaine née le 18 décembre 1968 à La Havane. Elle mesure 1,91 m et jouait au poste d'attaquante. Elle a terminé sa carrière en avril 2014

## Clubs
| Club                | De        | À         |
| ------------------- | --------- | --------- |
| Daiei               | 1995-1996 | 1995-1996 |
| Omnitel Modena      | 1998-1999 | 1998-1999 |
| Tenerife Marichal   | 1999-2000 | 2001-2002 |
| Hotel Cantur        | 2002-2003 | 2002-2003 |
| Tenerife Marichal   | 2003-2004 | 2004-2005 |
| Hotel Cantur        | 2005-2006 | 2008-2009 |
| Traysesa Santa Cruz | 2009-2010 | 2009-2010 |
| CV Alcobendas       | 2010-2011 | 2010-2011 |
| CV Cuesta Piedra    | 2011-2012 | 2011-2012 |
| AD A Pinguela       | 2012-2013 | 2012-2013 |
| J.A.V. Olímpico     | 2013-2014 | 2013-2014 |

## Palmarès

### Équipe nationale
- Jeux olympiques
  -  1992 à Barcelone.
  -  1996 à Atlanta.
- Championnat du monde
  - Vainqueur : 1994
- Coupe du monde
  - Vainqueur : 1989, 1995

### Clubs
- Ligue des champions
  - Vainqueur : 2004.
- Supercoupe d'Espagne 
  - Vainqueur : 2003, 2004.
- Championnat d'Espagne
  - Vainqueur : 2000, 2001, 2002, 2003, 2004, 2005.
- Coupe d'Espagne 
  - Vainqueur : 2000, 2001, 2002, 2004, 2005.

### Distinctions individuelles
- Coupe du monde de volley-ball féminin 1989: Meilleure contreuse.
- Grand Prix Mondial de volley-ball 1995: Meilleure contreuse.
- Coupe du monde de volley-ball féminin 1995: Meilleure contreuse.